# San Cosme de Manán
Manán (llamada oficialmente San Cosme de Manán) es una parroquia y una aldea española del municipio de Corgo, en la provincia de Lugo, Galicia.

## Organización territorial
La parroquia está formada por cuatro entidades de población:
- Campa (A Campa)
- Lamapulleira
- Manán de San Cosme
- Rego (O Rego)

## Demografía

### Parroquia
| Gráfica de evolución demográfica de Manán (parroquia) entre 2000 y 2019 |
|                                                                         |
| Datos según el nomenclátor publicado por el INE.                        |

### Aldea
| Gráfica de evolución demográfica de Manán de San Cosme (aldea) entre 2000 y 2019 |
|                                                                                  |
| Datos según el nomenclátor publicado por el INE.                                 |